# Breede River
Der Breede River (afrikaans: Breederivier, deutsch: breiter Fluss) ist ein 337 km langer Fluss in der südafrikanischen Provinz Westkap.

## Geografie
Sein Wassereinzugsgebiet beträgt 12.384 km². In der Sprache der Khoikhoi heißt er Synna, was vermutlich als „umkämpfter Fluss“ übersetzt werden kann. Er bildet die Südgrenze des Bontebok-Nationalparks.
Größere Städte (von der Quelle zur Mündung) am Breede sind Worcester, Robertson, Montagu und Swellendam, er mündet westlich von Mossel Bay bei Witsand nahe dem Cap Infanta in den Indischen Ozean. Wichtige Nebenflüsse sind Buffeljags River, Elands River, Groot River, Hex River, Hooks River, Holsloot River, Nuy River, Konings River, Pietersfontein River und Sonderend River.

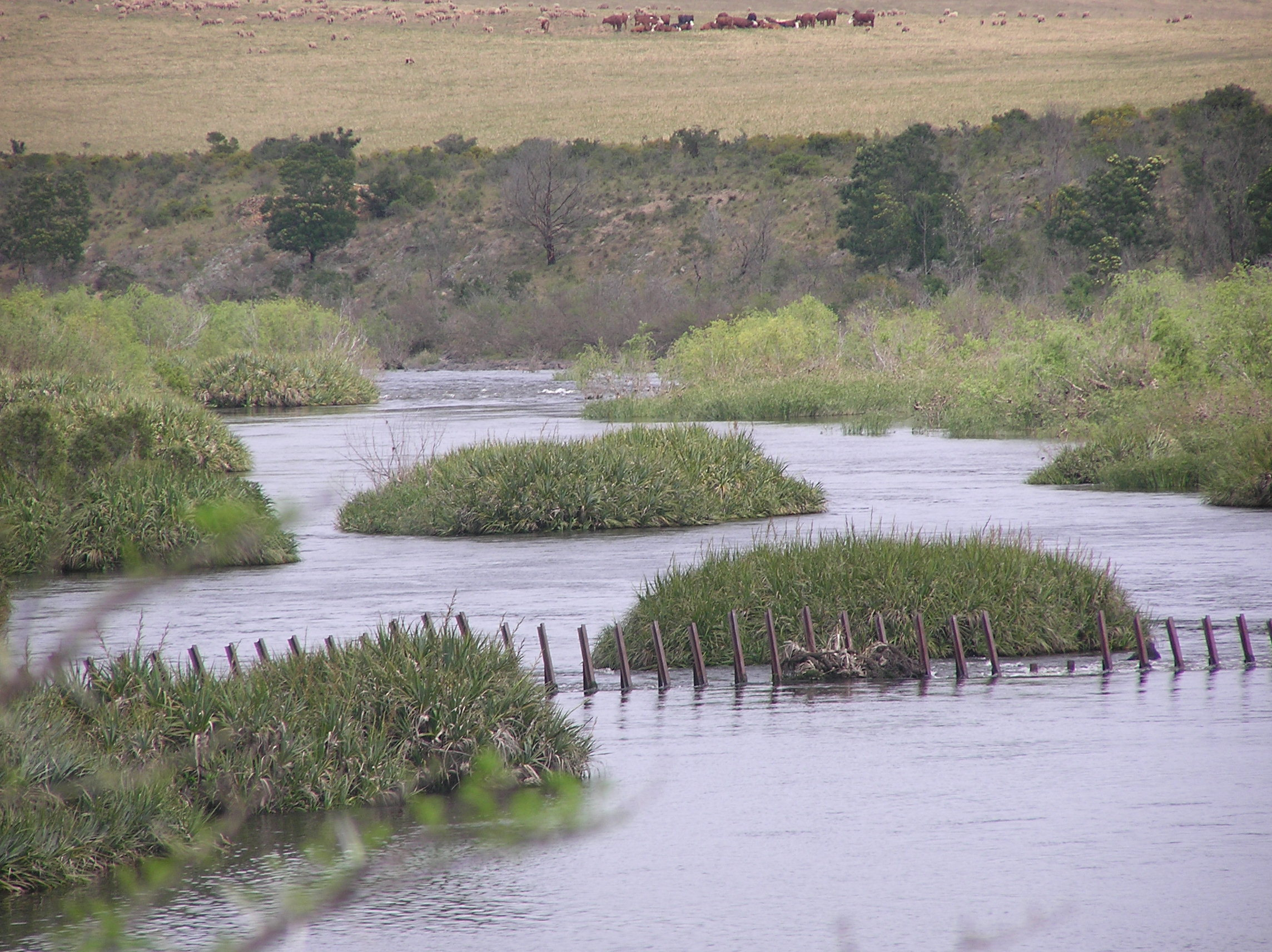
Breede im Bontebok National Park, Westkap, Südafrika
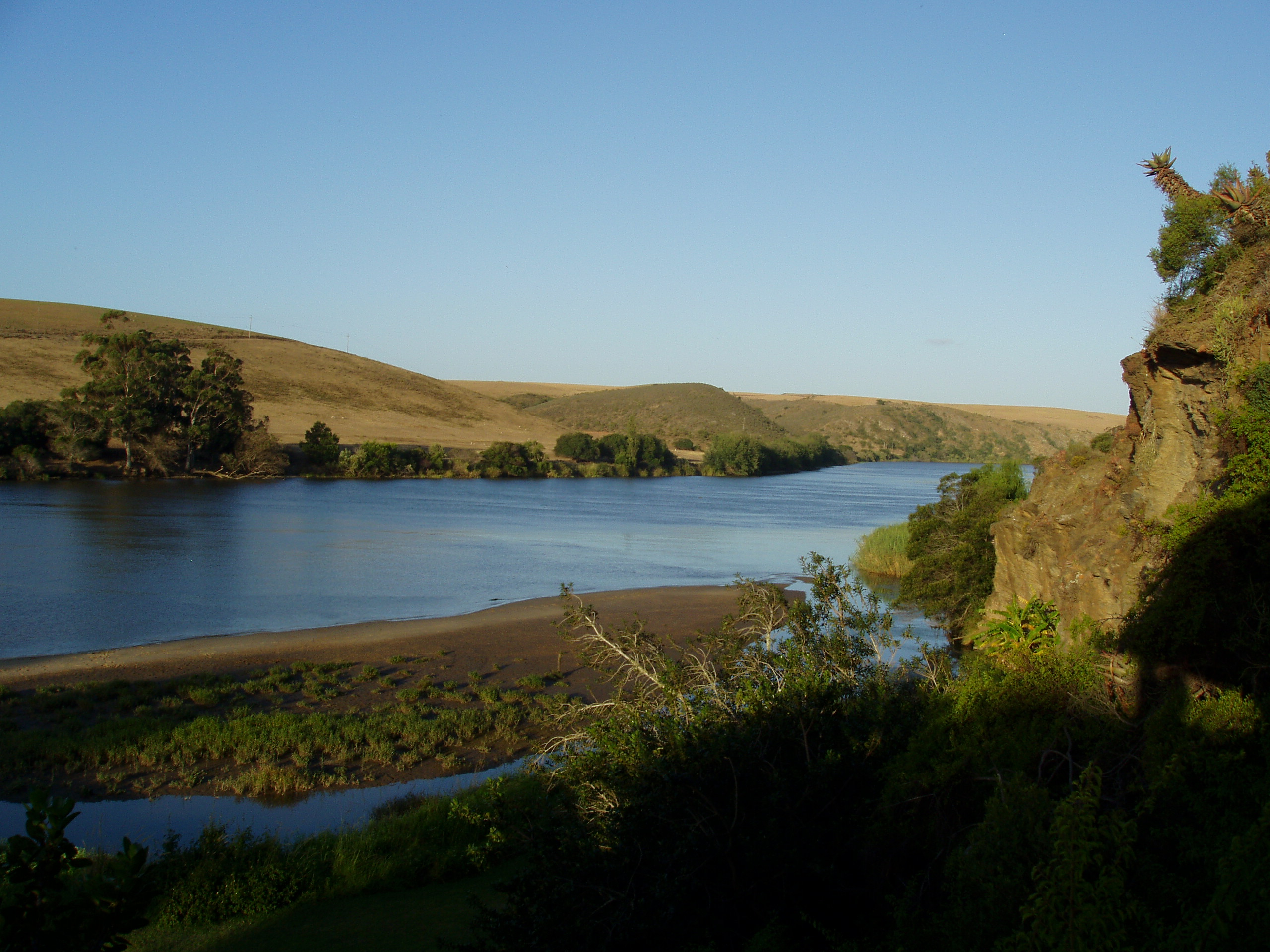
Breede 5 km vor der Mündung
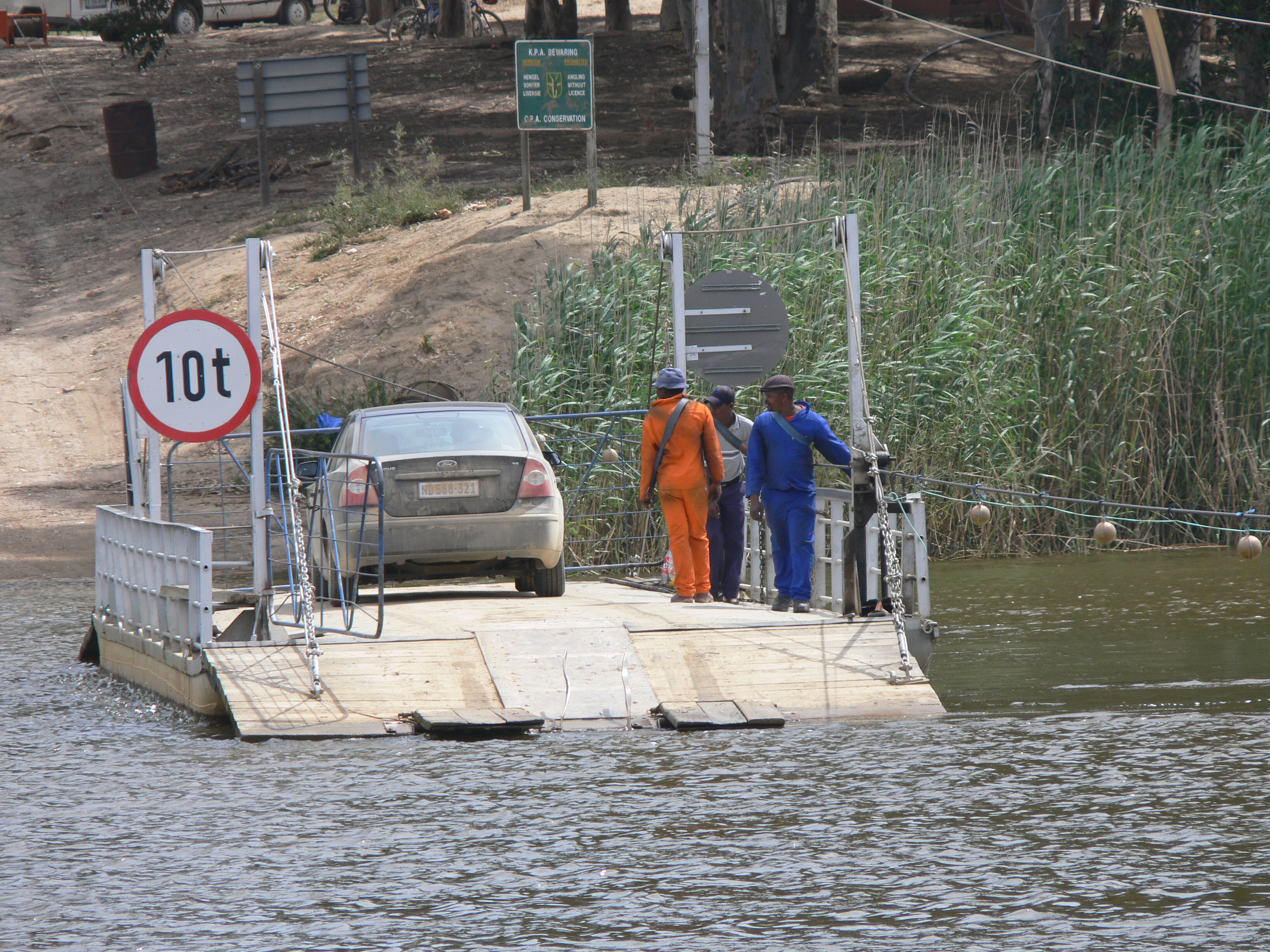
Handbetriebene Fähre, Breede bei Malgas

## Hydrologie
Die Abflussmenge des Berg River wurde am Pegel Swellen Dam, bei dem größten Teil des Einzugsgebietes, über die Jahre 1966 bis 2021 in m³/s gemessen.